# 徳川埋蔵金
徳川埋蔵金（とくがわまいぞうきん）は、江戸時代末期の1867年に江戸幕府が大政奉還に際し、密かに埋蔵したとされる幕府再興のための軍資金である。埋蔵金は金塊あるいは貨幣とされ、現在も個人やマスメディアなどにより発掘が試みられているが、発見には至っていない。

## 埋蔵金について

### 発端
1868年4月に江戸城が無血開城となった際、当時財政難に喘いでいた明治新政府は幕府御用金を資金源として期待していた。ところが城内の金蔵は空であったため、幕府が隠匿したと判断した新政府軍による御用金探しが始まった。
探索の手は、大政奉還当時勘定奉行であった小栗忠順にも及んだ。小栗は奉行職を辞任した後、上野国（群馬県）群馬郡権田村に隠遁していた。彼が幕府の財政責任者であったことから「小栗が幕府の金を持って逃げた」といった流言が飛び、さらには「利根川を遡って来た船から誰かが何かを赤城山中へ運び込むのを見た」と証言する者まで現れた。加えて小栗が江戸城開城に伴う幕府側の処分者の中で唯一、命に関わる刑罰（斬首）となったことも重なり、「幕府の隠し金が赤城山に埋められていることは事実である」と信じた人々が赤城山の各所で発掘を試みた。
その後、赤城山に眠る徳川埋蔵金は以下のようなものであると定義された。
- 幕府の将来を憂慮した大老井伊直弼により莫大な金を赤城山麓に埋蔵することが企画された。
- 井伊が暗殺された後、軍学者であった林靏梁によって埋蔵が実施された。
- 埋蔵された額はおよそ360万から400万両。この額の根拠は、勝海舟の日記にある「軍用金として360万両有るが、これは常備兵を養う為の金で使うわけにいかない。」との記述が元と思われる。
- 埋蔵に際しては中国の兵法の一つである「八門遁甲」が施され、各所に偽計が張り巡らされている。
- 山中にある双永寺は埋蔵時、見張り所とされていた。
- 小栗忠順は機を見て埋蔵金を掘り返し、幕府再興を画策する役を負っていた。

### 存在の証拠
徳川埋蔵金の存在を示す証拠として、以下のようなものが挙げられている。
- 東照権現の黄金像 - 明治23年（1890年）、源次郎の古井戸から出たとされる。
- 銅製の燈明皿 - 明治23年 源次郎の古井戸から出たとされる。
- 大義兵法秘図書（たいぎへいほうのひずしょ） - 明治24年（1891年）、児玉惣兵衛宏則なる人物が書き残したとされる。
- 意味不明な文字や絵図が刻まれた3枚の銅板 - 双永寺の床下から出たとされる。
- 直径が20メートルもある巨大な石灰の亀 - 2代目義治が山中で発掘したとされる。
- 亀と同じ大きさの石灰の鶴 - 昭和38年（1963年）に亀の近くで発見したとされる
- 萬四目上覚之帳（よろずしめあげちょう） - 源次郎が保管していたとされる。

### 各地の説
赤城山での発掘が次々と失敗に終わっていく中、一部の人々は赤城山を本当の埋蔵場所を隠すための囮だと考えるようになり、「真の埋蔵場所」を求めて持論を展開するうちに、各地で埋蔵金伝説が誕生した。以下にその一部を記す。
- 日光山内（東照宮、二荒山神社など、それぞれの論により詳細な場所は異なる）
- 男体山、中禅寺湖、明智平（いずれも奥日光）
- 榛名山、妙義山（赤城山を加えて上毛三山と言われる）
- 備前楯山（足尾銅山の坑道）
- 上野東照宮、久能山東照宮、日吉東照宮、世良田東照宮など各地の東照宮

このうち、世良田東照宮にはかつて上毛三山になぞらえられた小高い丘が存在している。
- 都市伝説の一つとして、童謡「かごめかごめ」の歌詞中に埋蔵金の在り処を示すとしているものがある[5]。詳細は「かごめかごめ」の項目を参照。
- 赤城山にも諸説あり（津久田原・長井小川田・芳ヶ沢・双永寺・年丸橋（小川田橋）説など）。
- 群馬県昭和村長者久保。
- 上海[6]。

### その他の説
他にも徳川埋蔵金については様々な説が出されている。
久能山御用金説
徳川家康が残した軍用金は久能山東照宮に納められたが、神柩を日光へ移す際に江戸城へと運ばれた（久能山御蔵金銀）。そのほとんどは日光東照宮の造営や徳川家光の上洛などで使い果たされたとされているが、実は裏帳簿により一部が残されて埋蔵金となった。
他家埋蔵金説
江戸幕府は各地に残る大名の埋蔵金伝説をもとに、発掘プロジェクトを実施している。「結城埋蔵金」など、その全ては失敗に終わったとされているが、実は成功したものがいくつかあり、それらをまとめて埋蔵した。
国家予算流用説
第二次世界大戦直後の日本政府がそうであったように、いかに財政難とはいえ、破綻していない以上は国家として事業を運営するための資金は常備されているものである。国家の大事として大老と勘定奉行が画策したのであれば、国家予算の一部を埋蔵して機に備えるということも十分に考えられる。

## 埋蔵金架空説（埋蔵金非実在説）
もともと幕末期の江戸幕府が大赤字に見舞われていたため、埋蔵金にあてがうだけの金銭・蓄財が存在するはずがない、という説も一方で唱えられている。実際に徳川埋蔵金は多くの発掘計画が各地で行われているが、そのほとんどが成果を出しておらず、埋蔵金自体も発見されていないことから、架空説も根強く存在する。以下にその理由を述べる。
- 江戸幕府は初代将軍以降、数々の城や寺社の普請、江戸を見舞った数度の大火被害の復興資金などの支出が続いた。5代将軍綱吉の治世頃には既に財源が枯渇しており[7]、不足分は貯蔵してあった蓄財を切り崩して賄われた（「久能山御蔵金銀」など）が、それもやがて使い切った。農村体型を基本とする江戸幕府の財源はこれらの支出に耐えられず、貨幣改鋳をたびたび行わなければならないほどの事態に陥っていた[8]。その後、新井白石による正徳の治や、8代将軍吉宗による享保の改革などの倹約令や税収見直し[9]、あるいは田沼意次による重商主義的な改革（田沼時代を参照）など財政改革が幾度となく実施されたが、それでも幕府の財政難は改善されることはなく、むしろ悪化の一途をたどり、さらに幕末に連発した大地震や飢饉により、末期の幕府は困窮の極みにあった[10]。
- 日本の開国後、幕府は軍事力を増強（大量の武器・軍艦を購入）するために巨額の資金を投入している。いわゆる埋蔵金伝説において、資金を秘匿し、埋蔵を画策したとされる小栗忠順は、史実では造船所などの建設を主導し、大量の資金を投入（散財）している責任者である[11]。すなわち、将来の再興を期して資金を貯蔵し秘匿する“埋蔵金”という存在自体が、いま現在の幕府の存続のため、急速に軍備を充実させるための資金投入を惜しまなかった、史実として伝わる小栗の行動と矛盾する。
- そもそも巨額の資金があるなら、幕府軍はもっと軍備増強にその資金をつぎ込むのが自然であり、幕府存続の危機的状況において資金を蓄財しておくことはできなかったし、必要性はなかったはずである。
- 仮に秘匿されて明治維新を乗り越えた蓄財があるとしても、維新以降に静岡藩へ移され、元幕臣らの生活を守り、また牧之原台地の開墾などに資金が必要だった徳川宗家が、この資金の活用に着手しないはずがない。
- 江戸城では何千人もが働いており、開城の混乱に紛れて1人が200から300両ずつ持ち逃げしたとするならば、400万両ほどはすぐになくなる[12]。

また、幕府御用金400万両は蒸気船「早丸」に隠されていたが、久里浜沖の海獺島付近で暗礁に乗り上げ沈没してしまったという伝説もある。
これらの理由をもって、末期の幕府には秘匿する余剰の金など到底存在しないことから、徳川埋蔵金は架空の存在でしかなく、実在性はないとするのが「埋蔵金架空説」である。

## 埋蔵金の所有者
もし埋蔵金が見つかった場合、以下のような手続きがなされると予想される。
1. 発見者は文化財保護法第57条の2の規定により、ただちに文化庁長官宛に江戸時代後期の遺構が発見されたことを書面で報告しなければならない。また、発見後は災害等の緊急避難的措置を除き、現状維持をしなくてはならない。
2. 文化庁長官はその歴史的価値を考慮した上で発掘調査を行うかどうかの判断を行うとされているが、本文では徳川埋蔵金は「歴史的価値の高い文化財」であるとの認識で以降記述する。その場合、文化庁の機関または管轄する地方公共団体の教育委員会により発掘調査が施行されることになる。
3. 以降、発見者は独自の判断で発掘を行うことはもちろん、許可が無ければ埋蔵金に触ることもできなくなる。
  - 発掘調査により埋蔵金が徳川幕府の埋蔵金であるという客観的証拠が発見された場合
    1. 大政奉還以降の取り決めによって、徳川幕府の資産は全て明治新政府に引き渡されることになっている。つまり所有権は現在の政府にあると認定される。
    2. 遺失物法の規定により埋蔵金の5%から20%に当たる報労金が支払われる。なお、この報労金の代わりに埋蔵金現物を引き渡すことも法律上可能であるが、その判断は所有者である政府に委ねられる。
    3. 政府に引き渡された埋蔵金は国庫に帰属し、文化財保護法の規定に従い管理される。

  - 発掘調査でも埋蔵金が徳川幕府の埋蔵金であるという確証が得られなかった場合
    1. 文化財保護法第59条の規定により、遺失物として所管の警察署長より公告がなされる。
    2. 所有者の申し出が無い場合、文化庁の機関が発掘した場合は、文化財保護法第63条の規定により、埋蔵金の2分の1に相当する額の報償金が支給され、埋蔵金は国庫に帰属する。教育委員会が発掘した場合は、同法63条の2およびその自治体の条例等に従い、埋蔵金の額に相当する額の報償金が支給され、管轄する都道府県に帰属する。
    3. 報償金を算定する基準となる「埋蔵金の価額」は、文化庁または教育委員会が決定するため、市場価格とは異なる可能性がある。
    4. 発見場所の地権者と発見者が異なる場合、報償金は両者の間で折半することとなる。

## マスメディアなどによる推理・発掘
- 1990年6月[15][16]、TBSのテレビ番組『ギミア・ぶれいく』で[17]、糸井重里を中心としたプロジェクトチームを結成[16]。約2年半にわたって計10回の発掘作業が行われた[16]。自称超能力者の助けを借りるなどして埋蔵箇所を「源次郎の井戸」と推定し、大型重機を使用した大掛かりな発掘を試みた。江戸時代以降に掘られたと見られる穴や遺物を多数発見したが、埋蔵金に直接つながるような発見はなく、プロジェクトチームも解散した。1999年12月31日から2000年1月1日にもTBSの年またぎ特別番組『超える!テレビ』内で同様の発掘企画が放送され[18][19]、2008年にも『ギミア・ぶれいく』の後継番組『バラエティーニュース キミハ・ブレイク』が同様の発掘企画をした[20]。
- TBSの『林修の歴史ミステリー 徳川家260年最大の謎 隠された財宝3000億円徹底解明スペシャル』（2016年12月21日放送）では、同局の『徳川埋蔵金シリーズ』の最新版として赤城山中にて再度の発掘調査を行った[21]。その後、『林修の歴史ミステリー 徳川家260年最大の謎 3000億円埋蔵金大発掘 最終決戦スペシャル』（2017年5月6日放送）で再度発掘を行った[22]。